# Laupstad
Laupstad est une localité du comté de Nordland, en Norvège.

## Géographie
Le village de Laupstad est situé sur Austvågøya au fond de l'Austnesfjorden. Il est traversé par la Route européenne 10.
Administrativement, Laupstad fait partie de la kommune de Vågan.

## Quelques vues de Laupstad

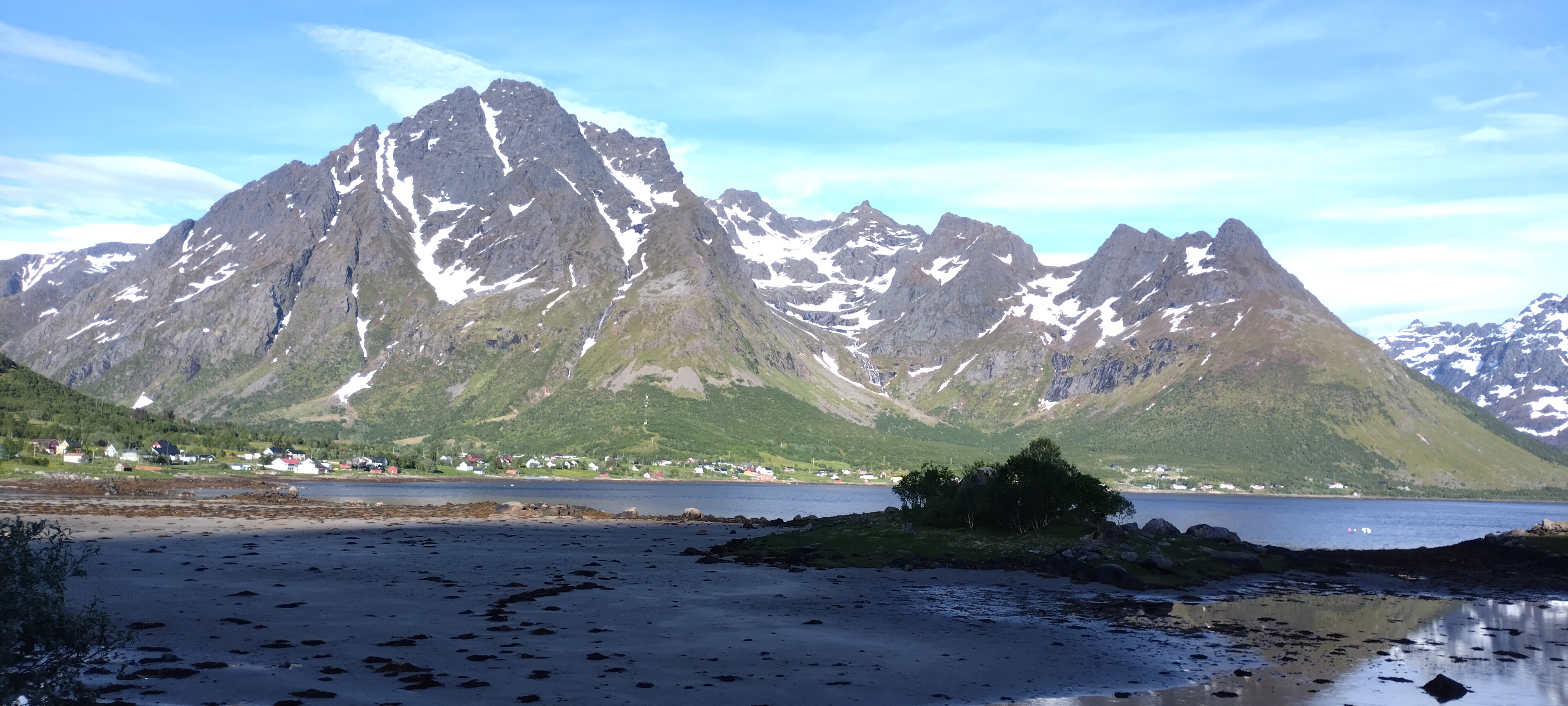
Laupstad au pied de Higravstinden.